# Hu Bin (tennis de table)
Pour les articles homonymes, voir Hu Bin.
Hu Bin, né en 1982, est un joueur congolais (RC) de tennis de table.

## Biographie
Hu Bin remporte aux Jeux africains de 2015 à Brazzaville la médaille d'or en double messieurs avec Wang Jianan et la médaille de bronze par équipe. 